# کوینتن اسخرام
کِوینتن اسخرام (به هلندی: Quinten Schram) (زادهٔ ۲۹ ژوئیه ۱۹۹۲ در آمستلوین) یک بازیگر هلندی است. او فرزند دِیو اسخرام و ماریا پیترز (هر دو تهیه‌کننده سینما) است. همچنین تِسا (Tessa) بازیگر سینما، خواهر بزرگتر او است. او در فیلم‌های پیتر بل ۱ (۲۰۰۲) و پیتر بل ۲ (۲۰۰۳) با سرژ پرایس هم‌بازی بود.

## فیلم‌شناسی
اسخرام علاوه بر حضور در چند سریال تلویزیونی در نقش خودش، در فیلم‌های سینمایی زیر نیز بازی کرده است:
- نامه‌ای برای پادشاه (۲۰۰۸)
- تیمبوئکتو (۲۰۰۷)
- پیتر بل ۲ (۲۰۰۳)
- پیتر بل ۱ (۲۰۰۲)
- تکه کوچک (۱۹۹۹)

## منبع
- Quinten Schram, Overview, Filmography